# Robert Elie
Robert José Elie Arlet (La Guaira, Venezuela; 11 de mayo de 1959) es un exfutbolista venezolano que jugaba como centrocampista y su último equipo fue el Caracas Fútbol Club de la Primera División de Venezuela. Es hermano menor del también exfutbolista Freddy Elie.

## Carrera
Elie debutó en el campeonato de Primera División en 1979 con el Deportivo Italia. Al año siguiente, integró la plantilla de la selección venezolana que participó en el torneo de fútbol de los Juegos Olímpicos de Moscú.
Con la selección mayor disputó las Copas Américas de 1983 y 1987.

## Participaciones en Juegos Olímpicos
| Torneo                   | Sede  | Resultado    |
| ------------------------ | ----- | ------------ |
| Juegos Olímpicos de 1980 | Moscú | Primera fase |